# 赤痢菌
赤痢菌（せきりきん、Shigella）とは、グラム陰性通性嫌気性桿菌の腸内細菌科の一属（赤痢菌属）に属する細菌のこと。ヒトとサルのみを自然宿主として、その腸内に感染する腸内細菌の一種である。ヒトには主に汚染された食物や水を介して経口的に感染し、赤痢（細菌性赤痢）の原因になる。主に腸管の上皮細胞の細胞内に感染する通性細胞内寄生性菌であり、細胞内では細胞骨格のひとつ、マイクロフィラメントを形成するアクチンを利用して細胞質内を移動して、さらに隣接する細胞に侵入し感染を広げるという特徴を持つ。1898年に志賀潔によって発見され、その名にちなんでShigellaという属名が名付けられた。これは病原細菌の学名に日本人研究者の名前が付いている唯一の例である。

## 細菌学的特徴
腸内細菌科（ブドウ糖を嫌気的に発酵する、芽胞を持たない、通性嫌気性のグラム陰性桿菌）に属する細菌であり、大きさは0.5×1-3µmぐらいの棒状で、鞭毛を持たないため運動性がない。運動性の有無の他、リジン脱炭酸を行わない点や、大部分がラクトースを分解しない点で、近縁の大腸菌やサルモネラとは生化学的に鑑別される。酸に対する抵抗性は比較的高い。このことは胃酸による殺菌を受けにくく、少量（10-100個程度）の菌でも発病することに関与している。
赤痢菌属は大腸菌属ときわめて近縁な関係にある。これまで形態的、生化学的、病理学的な観点から、別種だと考えられてきた赤痢菌属と大腸菌属は、最近の分類に用いられているDNA-DNA分子交雑法では両者を区別することができず、遺伝子に基づく分類学上ではこれらは同種という位置づけになることが明らかになった。しかし医学上の観点からは、赤痢菌は大腸菌に比べて重篤な疾患の原因になることが多く、両者は医学上区別する必要があるという判断から、両者にはそれぞれ別々の学名（危険名）が与えられ、別種として扱われている。
赤痢菌属は、生化学的な特徴や抗原性の違いから、A～Dの4つの亜群(subgroup)に分けられており、これらがそれぞれ独立した種として扱われている。
- A亜群: S. dysenteriae （志賀赤痢菌）
- B亜群: S. flexneri （フレキシネル赤痢菌）
- C亜群: S. boydii （ボイド赤痢菌）
- D亜群: S. sonnei （ソンネ赤痢菌）

赤痢菌属の分離培養には、SS寒天培地やDHL寒天培地などの選択分離平板培地が用いられる。

## 赤痢菌の細胞内寄生

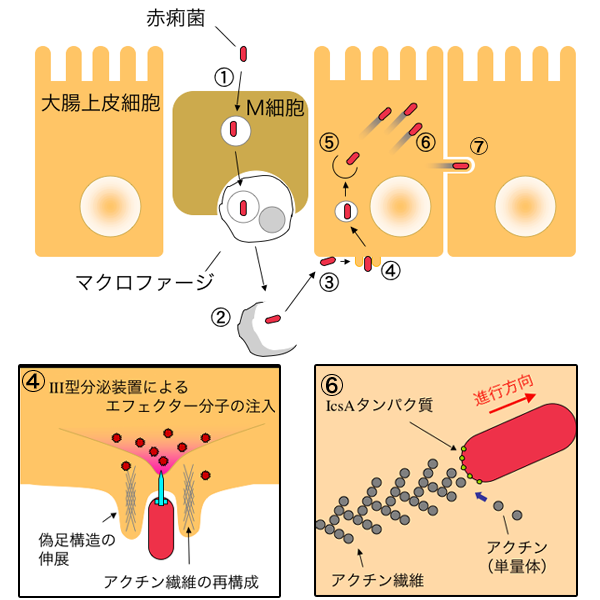
赤痢菌の細胞内侵入
(1)腸管からM細胞を介してマクロファージに捕食される。(2)殺菌を回避しマクロファージから脱出。(3)腸管上皮細胞の基底膜側に接着。(4)III型分泌装置によりエンドサイトーシスを活性化して侵入。(5)エンドソームから脱出し細胞質に移動。(6)細胞質で増殖、アクチンロケットにより移動。(7)隣接細胞への侵入

赤痢菌は、感染した宿主の細胞内と細胞外の両方で増殖を行うことが可能な、細胞内寄生体（通性細胞内寄生性細菌、細胞内寄生菌）の一種である。細胞内寄生菌には、赤痢菌以外に結核菌、レジオネラなどが存在し、これら細胞内寄生菌の多くは、生体内で異物の排除を担当しているマクロファージに貪食されることで細胞内に取り込まれ、その後、その殺菌機構を逃れてマクロファージ内で増殖するものが大半である。これに対して、赤痢菌は積極的に細胞に働きかけて、細胞のエンドサイトーシスを活性化させる機能を有しているため、マクロファージ以外の、通常ならば貪食活性を持たない腸管上皮細胞に侵入できる性質を持つ。

### 上皮細胞への侵入
汚染された食物や水とともに侵入した赤痢菌は、胃酸による殺菌作用を受けながらも大部分生き残り、腸管内に到達して小腸内で増殖し、大腸に到達してそこで腸管上皮細胞に感染して増殖する。この腸管上皮細胞内への侵入には、赤痢菌が持つIII型分泌装置（さんがたぶんぴつそうち）と呼ばれる、細胞質タンパク質を菌体外に分泌するための機構が関与しており、この機構を用いてマクロファージ以外の、貪食機構が発達していない上皮細胞に侵入が可能であるという点は、サルモネラや一部の病原性大腸菌（腸管侵入性大腸菌、EIEC）と共通である。ただし、赤痢菌はサルモネラとは異なり、腸管の内側（管腔側、絨毛のある側）からは、ほとんど細胞内に侵入できない。赤痢菌が腸管上皮細胞に侵入するときには、一旦、腸管内から出てその外側（基底膜側）から行われることが多い。
消化管に到達した赤痢菌は、腸管上皮にあるパイエル板に近接するM細胞（絨毛が発達せず、リンパ球やマクロファージに異物の提示や受け渡しを行う細胞）に取り込まれ、これを介してマクロファージによって貪食される。しかし赤痢菌はマクロファージに対して、Ipa-Bによるcaspase-1の活性化を介してアポトーシスを誘導することによって殺菌から逃れてその細胞外に逃げ出し、腸管の基底膜側に到達する。そこで赤痢菌は、腸管上皮細胞基底膜側に存在するインテグリンα5β1と結合して、細胞表面に接着する。このインテグリンとの接着が赤痢菌の細胞内侵入に必要であり、この分子が基底膜側にのみ多く存在することが侵入が基底膜側から起こる理由だと考えられている。
上皮細胞に接着した赤痢菌は、III型分泌装置を宿主の細胞に突き刺して、その細胞内部に直接、エフェクター分子と呼ばれるタンパク質を送り込む。このとき送り込まれるエフェクター分子（プラスミドにコードされた、Ipaとよばれるタンパク質）は、細胞骨格を構成するアクチンを再構成する作用を持っており、この作用によって赤痢菌が付着した周辺で細胞の形態が変化（ラフリングと呼ばれる構造変化）して、付着した菌体周辺で偽足のような構造が発達する。この偽足様構造の発達は上皮細胞のエンドサイトーシスを促進し、このエンドサイトーシスによって赤痢菌は上皮細胞内でエンドソームに囲まれた状態で取り込まれる（引き金機構）。

### 細胞質での増殖と運動
他の多くの細菌の場合、エンドサイトーシスによって取り込まれたエンドソームが細胞内のリソソームと結合すると、その内部に取り込まれていた細菌が殺菌されてしまうが、赤痢菌の場合は、リソソームと結合する前にエンドソームから抜け出す能力を備えているため、細胞質に逃げ出すことによって殺菌を逃れることが可能である。このような殺菌回避は赤痢菌の他に、リステリアやレンサ球菌に見られる。ただし赤痢菌の場合、この殺菌回避機構がどのような分子メカニズムによるものかはよく判っていない。赤痢菌は、このようにして感染した上皮細胞の細胞質に移行し、そこで増殖する。なお通常、細胞では細胞質に異物がある場合には、オートファジーによって異物を排除しようとする機構が働くが、赤痢菌はicsBと呼ばれる菌体表面のタンパク質によってオートファジーを抑制することで、排除されずに細胞内で増殖することが可能である。
赤痢菌は鞭毛を持たないため、細胞外では運動性を持たない（鞭毛による遊泳ができない）が、細胞質内では細胞骨格を構成するアクチンを利用して、活発に運動することが可能である。この機構には、III型分泌機構によって分泌される菌体表面タンパク質の一つ、icsA（またはVirGと呼ばれる）が関与している。icsAは赤痢菌菌体の片方の端に局在しており、アクチンを再構成し重合させる働きを持つ。このタンパク質の働きによって、icsAがある側ではアクチンの繊維が重合して積み上げられ、それを足場にする形で推進力を得て、赤痢菌は細胞質を移動する。このとき、赤痢菌が移動した跡にアクチンの繊維が残って彗星の尾やロケットのように見えるため、この現象はコメットテイル、アクチンロケットなどとも呼ばれる。アクチンロケットによる細胞質内の移動は、赤痢菌以外にもリステリアやリケッチアなどの細菌で見られる。
赤痢菌はアクチンを利用して感染細胞内を移動するだけでなく、感染した細胞から隣接する細胞にアクチンロケットを伸ばして隣接細胞に貫入し、最終的にはその細胞内に侵入する。これによって赤痢菌は周辺の細胞に感染を広げていく。

## 病原性
赤痢菌属に属する4つの亜群は、いずれも細菌性赤痢の原因になる。このうちA亜群(S. dysenteriae)は志賀赤痢菌とも呼ばれ、もっとも毒性が強い。志賀毒素（シガトキシン）という外毒素を産生するものがA亜群には含まれる。毒性の強さは、B亜群(S. flexneri)、C亜群(S. boydii)がA亜群に続き、D亜群(S. sonnei)は比較的毒性が弱い。従前は、A亜群による感染が世界各地で流行していたが、衛生環境の改善により先進国では減少している。しかし先進国でもB亜群、D亜群によるものが存在しており、特にD亜群による赤痢は、症状が軽いために感染しても気付かれないケースがあり、このような不顕性感染の例が報告されている。
細菌性赤痢は、赤痢菌によって汚染された食物や水を介して経口感染することが多いが、この他、患者の排泄物を処理した後の手指を介して経口感染（糞口感染）したり、ハエによる媒介によって汚染された食物から感染する例もある。これは、赤痢菌が胃酸に抵抗性で極少数（10-100個程度）の菌でも発病するためである。
細菌性赤痢は、下痢、発熱を主症状とし、しばしば、しぶり腹を伴う膿粘血便が見られる。「赤痢」という名称は、この出血性の下痢に由来する。これらの症状は、赤痢菌の感染による上皮組織の傷害や、感染したマクロファージや腸管上皮細胞が放出する炎症性サイトカインによって白血球が遊走し、組織の炎症を生じることによると考えられている。潜伏期間は1-5日程度で、1週間程度で軽快する。また日本では、赤痢が流行した1950年代前後に、小児において神経障害や循環器障害などを伴い、致命率が高い疫痢（英語名もEkiri）が見られたが、その後、赤痢の発生減少に伴って、発生がみられなくなった。
日本では感染症の予防及び感染症の患者に対する医療に関する法律で細菌性赤痢が三類感染症に、赤痢菌4菌種が四種病原体に指定されている。
治療は抗生物質などによる化学療法が用いられるが、赤痢菌には薬剤耐性を獲得したものが多く、多剤耐性菌も報告されているため、使用する薬剤の選択が重要である。ニューキノロン系やカナマイシン、アンピシリン、コリスチンなどの併用が行われる。有効なワクチンはまだ開発されておらず、予防には患者を完全に治療することと、環境衛生を改善することが最も重要だとされている。
サルは赤痢菌に対してヒトと同様の感受性を有する。

### 志賀毒素

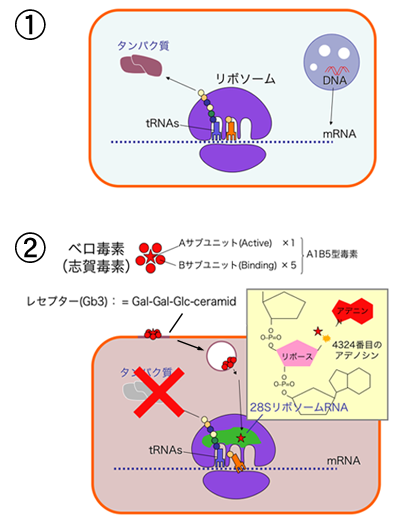
志賀毒素の作用メカニズム
(1) 正常な細胞のタンパク合成。(2) 志賀毒素によるタンパク質合成阻害

志賀毒素（シガトキシン）は、A亜群に属する赤痢菌の一部(S. dysenteriae 1)が産生し、菌体外に分泌する毒素タンパク質（外毒素）であり、腸管出血性大腸菌が作る二種類のベロ毒素のうちの、ベロ毒素1と同じものである（ベロ毒素2とも類似性が高い）。赤痢菌の志賀毒素はプラスミド上の遺伝子にコードされていることから、ベロ毒素と志賀毒素は腸管出血性大腸菌と赤痢菌との間でプラスミドを介して伝達された可能性が高いと考えられている。
志賀毒素は、毒素としての活性を持つAサブユニット（Activeサブユニット）1個と、細胞との結合活性を持つBサブユニット（Bindingサブユニット）5個から構成される、A1B5型と呼ばれる毒素タンパク質である。赤痢菌から分泌された志賀毒素は、5つのBサブユニットによって、宿主細胞の細胞膜にあるガングリオシドの一つであるGb3に結合し、エンドサイトーシスによって細胞内に取り込まれた後、Aサブユニットだけが細胞質に入り込む。Aサブユニットは、真核細胞のリボソームに含まれる28SリボソームRNAのうち、4324番目のアデノシンに作用して、その糖鎖を切断しアデニンを切り出す活性（N-グリコシダーゼ活性）を持つ。28SリボソームRNAのこの領域はリボソームにとって重要な領域であり、この1塩基の変化で、新しいアミノアシルtRNAがリボソームに結合できなくなる。このため、タンパク質の伸長ができなくなってタンパク質合成が阻害され、最終的に細胞傷害が起こる。

志賀毒素を産生する赤痢菌では、通常の赤痢の症状（出血性下痢）以外に、小児では腸管出血性大腸菌でも見られる、溶血性尿毒症症候群(HUS)を起こすことが知られている。